# Here (песня Rascal Flatts)
«Here» — песня американской кантри-группы Rascal Flatts, вышедшая в качестве пятого сингла с их 5-го студийного альбома Still Feels Good. Релиз прошёл в сентябре 2008 года. Сингл достиг первого места в кантри-чарте Hot Country Songs (Billboard). Песня была включена в сборник лучших кантри-песен Now That’s What I Call Country Volume 2

## История
Песня получила положительные отзывы музыкальной критики, например от Engine 145, Allmusic.
Песня дебютировала на позиции № 49 в американском хит-параде Billboard Hot Country Songs в дату 20 сентября 2008 года. В пятую неделю сингл достиг Top-20 и дебютировал на позиции № 94 в общенациональном хит-параде Billboard Hot 100. В неделю с 3 января по 10 января 2009 года сингл достиг № 1 в американском кантри-чарте Hot Country Songs (Billboard) и стал 9-м чарттоппером группы.

## Позиции в чартах

### Еженедельные чарты
| Чарт (2008—09)                      | Наивысшая позиция |
| ----------------------------------- | ----------------- |
| США (Billboard Hot Country Songs)   | 1                 |
| США (Billboard Hot 100)             | 50                |
| Канада (Billboard Canadian Hot 100) | 80                |

### Годовые итоговые чарты
| Чарт (2009)                   | Позиция |
| ----------------------------- | ------- |
| США Country Songs (Billboard) | 57      |